# 2-й истребительный авиационный корпус
2-й истребительный авиационный корпус (2-й иак) — соединение Военно-Воздушных сил (ВВС) Вооружённых Сил РККА, принимавшее участие в боевых действиях Великой Отечественной войны.

## Наименования корпуса
- 2-й истребительный авиационный корпус;
- 2-й истребительный Оршанский авиационный корпус;
- 2-й истребительный Оршанский Краснознамённый авиационный корпус;
- 2-й истребительный Оршанский Краснознамённый ордена Суворова авиационный корпус.

## Боевой путь корпуса
2-й истребительный авиационный корпус сформирован 11 октября 1942 года путём выделения из состава 1-го истребительного авиационного корпуса частей и соединений, а также придания новых подразделений и частей. В состав корпуса входила 209-я истребительная авиационная дивизия (1-го формирования), которая была расформирована 14 октября 1942 года и заново сформирована в составе корпуса к 15 ноября 1942 года как 209-я истребительная авиационная дивизия (2-го формирования).
Корпус принимал участие в сражениях, операциях и битвах на Калининском, Волховском, Западном, Степном, Брянском, 1-м Прибалтийском, 3-м Белорусском и 1-м Украинском фронтах:
- Ржевская битва:

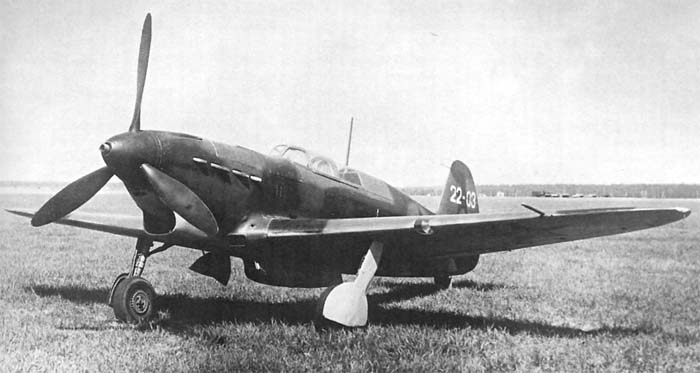
Истребитель корпуса Як-7

  - Ржевско-Вяземская стратегическая наступательная операция[2] с 8 января по 20 апреля 1942 года
  - Великолукская операция[2] с 24 ноября 1942 года по 20 января 1943 года
- Битва за Ленинград[2]:
  - Прорыв блокады Ленинграда Операция «Искра»[2] с 12 по 30 января 1943 года.
- Курская битва:
  - Орловская стратегическая наступательная операция «Кутузов» с 12 июля по 18 августа 1943 года.
- Городокская операция с 13 по 31 декабря 1943 года.
- Белорусская операция — с 23 июня по 29 августа 1944 года.
  - Витебско-Оршанская операция — с 23 по 28 июня 1944 года.
- Висло-Одерская операция:
  - Сандомирско-Силезская операция — с 12 января по 23 февраля 1945 года.
- Нижнесилезская наступательная операция[3] — с 8 февраля по 24 февраля 1945 года
- Верхнесилезская наступательная операция[3] — с 15 марта по 31 марта 1945 года.
- Берлинская наступательная операция[3] — с 16 апреля по 8 мая 1945 года.
- Пражская операция[3] — с 6 по 11 мая 1945 года.

Особо корпус отличился в боях за освобождение Белоруссии и Литвы, при прорыве глубокоэшелонированной долговременной обороны противника на подступах к городам Орша и Витебск, за освобождение городов Минск, Молодечно, Вильнюс и Каунас, при обеспечении форсирования войсками фронта реки Неман. Только в июне — августе 1944 года корпус выполнил 4905 боевых вылетов с налетом 4485 часов, провел 218 воздушных боев и сбил 308 самолётов противника. За участие в освобождении города Орша корпусу присвоено почетное наименование Оршанский.
С сентября 1944 года корпус в составе 2-й воздушной армии 1-го Украинского фронта участвовал в Висло-Одерской наступательной операции, обеспечив ввод в сражение частей 4-й танковой армии.
За период участия в Нижнесилезской, Верхнесилезской, Берлинской и Пражской операциях корпус выполнил 5458 боевых вылетов и сбил 234 самолёта противника.
В составе действующей армии корпус находился 676 дней в периоды:
- с 25 октября 1942 года по 29 апреля 1943 года, итого 187 дней;
- с 28 мая 1943 года по 20 августа 1943 года, итого 85 дней;
- с 17 октября 1943 года по 6 марта 1944 года, итого 142 дня;
- с 20 июня 1944 года по 10 сентября 1944 года, итого 83 дня;
- с 14 ноября 1944 года по 11 мая 1945 года, итого 179 дней.

После окончания войны в июне 1945 года корпус выведен из Чехословакии в Венгрию, где был расформирован в марте 1946 года.

## Командир корпуса
- герой Советского Союза генерал-майор авиации Благовещенский Алексей Сергеевич[2], период нахождения в должности с 11 октября 1942 года по 30 апреля 1943 года
- герой Советского Союза генерал-лейтенант авиации Благовещенский Алексей Сергеевич период нахождения в должности с 30 апреля 1943 года по 09 февраля 1945 года
- герой Советского Союза генерал-майор авиации Забалуев Вячеслав Михайлович[2], период нахождения в должности с 10 февраля 1945 года по июль 1946 года

## В составе объединений
| Объединение                                                  | Период                  |
| ------------------------------------------------------------ | ----------------------- |
| Авиация Резерва Верховного Главного Командования             | 10.10.1942 — 25.10.1942 |
| 3-я воздушная армия Калининского фронта                      | 25.10.1942 — 28.12.1942 |
| 14-я воздушная армия Волховского фронта                      | 28.12.1942 — 27.02.1943 |
| 3-я воздушная армия Калининского фронта                      | 27.02.1943 — 29.04.1943 |
| Авиация Резерва Верховного Главного Командования             | 29.04.1943 — 28.05.1943 |
| 1-я воздушная армия Западного фронта                         | 28.05.1943 — 03.08.1943 |
| 15-я воздушная армия Брянского фронта                        | 03.08.1943 — 20.08.1943 |
| Авиация Резерва Верховного Главного Командования             | 20.08.1943 — 17.10.1943 |
| 3-я воздушная армия 1-го Прибалтийского Фронта               | 17.10.1943 — 06.03.1944 |
| Авиация Резерва Верховного Главного Командования             | 06.03.1944 — 01.05.1944 |
| 8-я воздушная армия Резерва Верховного Главного Командования | 01.05.1944 — 20.06.1944 |
| 1-я воздушная армия 3-го Белорусского Фронта                 | 20.06.1944 — 10.09.1944 |
| 6-я воздушная армия Резерва Верховного Главного Командования | 10.09.1944 — 14.11.1944 |
| 2-я воздушная армия 1-го Украинского Фронта                  | 14.11.1944 — 10.06.1945 |
| 2-я воздушная армия Центральной Группы Войск                 | 10.06.1945 - 01.03.1946 |

## Соединения, части и отдельные подразделения корпуса
| - 215-я истребительная авиационная дивизия - 2-й гвардейский истребительный авиационный полк - 263-й истребительный авиационный полк - 522-й истребительный авиационный полк - 282-я истребительная авиационная дивизия - 127-й истребительный авиационный полк - 517-й истребительный авиационный полк - 774-й истребительный авиационный полк - 397-я отдельная авиационная эскадрилья связи - 103-я отдельная рота связи - 1888-я военно-почтовая станция |

| - 209-я истребительная авиационная дивизия (2-го формирования) - 1-й гвардейский истребительный авиационный полк - 5-й гвардейский истребительный авиационный полк (до 31.10.1942 г.) - 21-й истребительный авиационный полк (до 26.10.1942 г.) - 12-й истребительный авиационный полк - 215-я истребительная авиационная дивизия - 2-й гвардейский истребительный авиационный полк - 263-й истребительный авиационный полк - 522-й истребительный авиационный полк - 256-я истребительная авиационная дивизия (передана в 5-й истребительный авиационный корпус) - 157-й истребительный авиационный полк - 728-й истребительный авиационный полк - 212-я штурмовая авиационная дивизия (до 15 марта 1943 года) - 671-й штурмовой авиационный полк - 685-й штурмовой авиационный полк - 687-й штурмовой авиационный полк - 397-я отдельная авиационная эскадрилья связи - 103-я отдельная рота связи - 1888-я военно-почтовая станция |

| - 209-я истребительная авиационная дивизия (2-го формирования) - 1-й гвардейский истребительный авиационный полк - 12-й истребительный авиационный полк - 215-я истребительная авиационная дивизия - 2-й гвардейский истребительный авиационный полк - 263-й истребительный авиационный полк - 522-й истребительный авиационный полк - 397-я отдельная авиационная эскадрилья связи - 103-я отдельная рота связи - 1888-я военно-почтовая станция |

| - 7-я гвардейская истребительная авиационная дивизия - 1-й гвардейский истребительный авиационный полк - 146-й истребительный авиационный полк - 89-й гвардейский истребительный авиационный полк (12-й истребительный авиационный полк) - 215-я истребительная авиационная дивизия - 2-й гвардейский истребительный авиационный полк - 263-й истребительный авиационный полк - 522-й истребительный авиационный полк - 397-я отдельная авиационная эскадрилья связи - 103-я отдельная рота связи - 1888-я военно-почтовая станция |

| - 7-я гвардейская истребительная авиационная дивизия - 1-й гвардейский истребительный авиационный полк - 89-й гвардейский истребительный авиационный полк - 115-й гвардейский истребительный авиационный полк - 322-я истребительная авиационная дивизия - 2-й гвардейский истребительный авиационный полк - 482-й истребительный авиационный полк - 937-й истребительный авиационный полк - 397-я отдельная авиационная эскадрилья связи - 103-я отдельная рота связи - 1888-я военно-почтовая станция |

## Присвоение гвардейских наименований
- За высокое боевое мастерство, отвагу, стойкость и героизм личного состава Приказом НКО СССР № 199 от 1 мая 1943 года 209-я истребительная авиационная дивизия переименована в 7-ю гвардейскую истребительную авиационную дивизию.
- За высокое боевое мастерство, отвагу, стойкость и героизм личного состава Приказом НКО СССР № 199 от 1 мая 1943 года 12-й истребительный авиационный полк переименован в 89-й гвардейский истребительный авиационный полк.
- За высокое боевое мастерство, отвагу, стойкость и героизм личного состава Приказом НКО СССР № 266 от 3 сентября 1943 года 146-й истребительный авиационный полк переименован в 115-й гвардейский истребительный авиационный полк.

## Почётные наименования
- 2-му истребительному авиационному корпусу присвоено почётное наименование «Оршанский»[5]
- 7-й гвардейской истребительной авиационной дивизии присвоено почётное наименование «Ржевская»[6]
- 322-й истребительной авиационной дивизии присвоено почётное наименование «Минская»[7].
- 1-му гвардейскому ордена Ленина Краснознамённому истребительному авиационному полку присвоено почётное наименование «Красногвардейский»[6].
- 2-му гвардейскому Краснознамённому истребительному авиационному полку присвоено почётное наименование «Оршанский»[8].
- 89-му гвардейскому истребительному авиационному полку присвоено почётное наименование «Оршанский»[8].
- 115-му гвардейскому истребительному авиационному полку присвоено почётное наименование"Оршанский[9].
- 482-му истребительному авиационному полку за отличие в боях за овладение городом Каунас (Ковно) 12 августа 1944 года Приказом НКО СССР присвоено почетное наименование «Ковенский»[10]
- 937-му истребительному авиационному полку за отличие в боях по прорыву обороны немцев на реке Неман 12 августа 1944 года Приказом НКО СССР присвоено почетное наименование «Неманский»[11]

## Награды
- 2-й истребительный авиационный Оршанский корпус Указом Президиума Верховного Совета СССР от 19 февраля 1945 года за образцовое выполнение заданий командования в боях с немецкими захватчиками, за овладение городом Пиотркув (Петроков) и проявленные при этом доблесть и мужество награждён орденом «Красного Знамени»[12].
- 2-й истребительный авиационный Оршанский Краснознамённый корпус Указом Президиума Верховного Совета СССР от 4 июня 1945 года за образцовое выполнение заданий командования в боях с немецкими захватчиками при овладении столицей Германии городом Берлин и проявленные при этом доблесть и мужество награждён орденом Суворова II степени[13].
- 7-я гвардейская истребительная авиационная Ржевская дивизия награждена орденом «Красного Знамени»[14].
- 7-я гвардейская истребительная авиационная Ржевская Краснознамённая дивизия награждена орденом «Суворова II степени»[15].
- 7-я гвардейская истребительная авиационная Ржевская Краснознамённая ордена Сувор/ова дивизия награждена орденом «Кутузова II степени»[16].
- 322-я истребительная авиационная Минская дивизия награждена орденом «Красного Знамени»[17].
- 322-я истребительная авиационная Минская Краснознамённая дивизия награждена орденом «Суворова II степени»[18].
- 1-й гвардейский истребительный авиационный Красногвардейский ордена Ленина Краснознамённый полк награждён орденом «Кутузова III степени»[19].
- 2-й гвардейский истребительный авиационный полк награждён орденом «Красного Знамени»[20].
- 2-й гвардейский истребительный авиационный Оршанский Краснознамённый полк награждён орденом «Суворова III степени»[17].
- 89-й гвардейский истребительный авиационный Оршанский полк Указом Президиума Верховного Совета СССР от 19 февраля 1945 года за образцовое выполнение заданий командования в боях с немецкими захватчиками, за овладение городом Пиотркув (Петроков) и проявленные при этом доблесть и мужество награждён орденом «Богдана Хмельницкого II степени»[12].
- 115-й гвардейский истребительный авиационный Оршанский полк награждён орденом «Александра Невского»[15].
- 115-й гвардейский истребительный авиационный Оршанский ордена Александра Невского полк награждён орденом «Кутузова III степени»[21].
- 482-й истребительный авиационный Ковенский полк 5 апреля 1945 года Указом Президиума Верховного Совета СССР за образцовое выполнение боевых заданий командования в боях с немецкими захватчиками при форсировании реки Одер северо-западнее города Бреслау (Бреславль) и проявленные при этом доблесть и мужество награждён орденом «Александра Невского»[15].
- 482-й истребительный авиационный Ковенский ордена Александра Невского полк 28 мая 1945 года за образцовое выполнение боевых заданий командования в боях при прорыве обороны немцев на реке Нейссе и овладении городами Коттбус, Люббен, Цоссен, Беелитц, Лукенвальде, Тойенбритцен, Цана, Мариенсфельде, Треббин, Рантсдорф, Дидерсдорф, Кельтов и проявленные при этом доблесть и мужество награждён орденом «Кутузова III степени»[21].
- 937-й истребительный авиационный Неманский полк 19 февраля 1945 года Указом Президиума Верховного Совета СССР за образцовое выполнение боевых заданий командования при выходе на реку Одер и овладение городами Милич, Бернштадт, Намслау, Карльсмаркт, Тост, Бишофсталь и проявленные при этом доблесть и мужество награждён орденом Красного Знамени[17].

## Герои Советского Союза
Забалуев Вячеслав Михайлович, генерал-майор авиации, командир 2-го истребительного авиационного корпуса 2-й воздушной армии 29 мая 1945 года удостоен звания Герой Советского Союза. Золотая Звезда № 6507.

## Благодарности Верховного Главнокомандования
- За отличие в боях за овладение крупным областным центром Белоруссии городом Витебск — важным стратегическим узлом обороны немцев на западном направлении[22].
- За отличие в боях при овладении городом и оперативно важным железнодорожным узлом Орша — мощным бастионом обороны немцев, прикрывающим минское направление[23].
- За отличие в боях при форсировании реки Неман, прорыве сильно укрепленной обороны противника на западном берегу Немана, овладении городом и крупной железнодорожной станцией Мариамполь, важными узлами коммуникаций Пильвишки, Шостаков, Сейны[24].
- За отличие в боях при овладении городом и крепостью Каунас (Ковно) — оперативно важным узлом коммуникаций и мощным опорным пунктом обороны немцев, прикрывающим подступы к границам Восточной Пруссии[25].
- За отличие в боях при овладении городом и железнодорожной станцией Пиотркув (Петроков) — важным узлом коммуникаций и опорным пунктом обороны немцев на лодзинском направлении[26].
- За отличие в боях боях при вторжении в немецкую Силезию и за овладение городами Крайцбург, Розенберг, Питшен, Ландсберг и Гуттентаг[27].
- За отличие в боях при форсировании реки Одер и овладении городами Лигниц, Штейнау, Любен, Гайнау, Ноймаркт и Кант — важными узлами коммуникаций и мощными опорными пунктами обороны немцев на западном берегу Одера[28].
- За отличие в боях при овладении городами немецкой Силезии Нейштедтель, Нейзальц, Фрейштадт, Шпроттау, Гольдберг, Яуэр, Штригау[29].
- За отличие в боях при овладении городом и крепостью Глогау (Глогув) — мощным узлом обороны немцев на левом берегу Одера[30].
- За отличие в боях при овладении городами Котбус, Люббен, Цоссен, Беелитц, Лукенвальде, Тройенбритцен, Цана, Мариенфельде, Треббин, Рангсдорф, Дидерсдорф, Тельтов и вход с юга в столицу Германии Берлин[31].
- За отличие в боях по завершению окружения Берлина и за отличие в боях при овладении городами Науен, Эльшталь, Рорбек, Марквардт[32].
- За отличие в боях при разгроме берлинской группы немецких войск овладением столицы Германии городом Берлин — центром немецкого империализма и очагом немецкой агрессии[33].
- За отличие в боях при овладении городом Дрезден — важным узлом дорог и мощным опорным пунктом обороны немцев в Саксонии[34].
- За отличия при освобождении Праги[35].